# オスカー (1991年の映画)
『オスカー』（Oscar）は、1991年に公開されたシルヴェスター・スタローン主演のアメリカ映画。

## あらすじ
ギャングの顔役として生きてきた"スナップス"ことアンジェロ・プロヴォローネは、父親から「堅気になってプロヴォローネ家を再興するように」という遺言を受け取る。
遺言に従おうとするスナップスだが、部下が彼のことを親分呼ばわりするなど、再興は難航していた。
そんなある日、公認会計士アンソニー・ロッサノが、スナップスの娘リサとの結婚を申し込んできた。
スナップスがアンソニーを追い返した後、今度はテレサがアンソニーと結婚したいがためにスナップスを父と偽ったため、父親の振りをしてほしいと頼んできた。

## キャスト
※括弧内は日本語吹替
- アンジェロ・"スナップス"・プロヴォローネ - シルヴェスター・スタローン（羽佐間道夫）
- アルド - ピーター・リーガート（納谷六朗）
- ソフィア・プロヴォローネ - オルネラ・ムーティ（高島雅羅）
- クレメント神父 - ドン・アメチー（丸山詠二）
- ローザ - イヴォンヌ・デ・カーロ（磯辺万沙子）
- アンソニー・ロッサノ - ヴィンセント・スパーノ（鈴置洋孝）
- リサ・プロヴォローネ - マリサ・トメイ（佐々木優子）
- テレサ - エリザベス・バロンデス（井上喜久子）
- ソーントン・プール医師 - ティム・カリー（秋元羊介）
- オーヴァートン - ウィリアム・アザートン（小形満）
- クイン - アート・ラフルー（小関一）
- チャーリー - エディ・ブラッケン（峰恵研）
- コニー - チャズ・パルミンテリ（吉村よう）
- ヴァン・リーランド - サム・チューJr（秋元羊介）
- エドアルド・プロヴォローネ - カーク・ダグラス（クレジットなし）（石森達幸）